# موضع معاملاتی خرید
موضع معاملاتی خرید (به انگلیسی: long position) در بازار معاملات آتی، افرادی که مبادرت به خرید قرارداد آتی کنند، به گونه‌ای که متعهد شوند در تاریخ انقضاء دارایی پایه را تحویل بگیرند، اصطلاحاً می‌گوییم در موضع معاملاتی خرید قرار گرفته‌اند.